# トヨタ・ツーリングハイエース
ツーリングハイエース（Touring Hiace）はトヨタ自動車が1999年から2002年まで生産・販売していたワンボックス型ミニバンである。

## 概要
1999年（平成11年）8月3日、それまでの「ハイエース・レジアス」からトヨペット店専売車として「ツーリングハイエース」、当時のビスタ店（現・ネッツ店）専売車「レジアス」として分離したモデルとして登場する。
1999年（平成11年）10月5日 - モデリスタインターナショナルは、豪華装備を加えたモデリスタバージョンとして「ハイルーフラウンジ」を発表した。ベース車より175 mm嵩上げされたハイルーフを採用して室内空間を充実させたほか、ウッドパネルや上質な室内照明などを採用しているA仕様とハイルーフ架装のみのB仕様がある。メーカーオプションとして本革シートと木目調パネル、販売店オプションとして225/50R17タイヤ（ブリヂストン・G'GRID）&アルミホイール（3種類から選択）、TRD製ローダウンサスペンションキット（2000年1月発売）を用意する。
2000年（平成12年）8月21日、特別仕様車として「エクストラVパッケージ」を設定して発売した。専用ストライプ、専用アルミホイール（スーパークロームメタリック）、スライドドアの半ドアを防止するイージークローザー、専用シート表皮などを採用し、内外装にスポーティーさと高級感を持たせた。また、地域によるオリジナル・エクストラVパッケージ等の存在がある。ベースはVパッケージだが、スライドドアイージークローザーの設定がなく、標準車と色違いのストライプやアルミホイールを装備という若干の仕様違いとなっている。 
2000年（平成12年）12月1日、福祉車両の「ウェルキャブ」シリーズを一部改良した。サイドリフトアップシート車に、シートの回転から昇降までの動作を全自動で行うタイプを新設定した。また、車いす仕様車は車いす固定装置を改良した。
その後、アルファードの登場により2002年（平成14年）5月21日に生産を終了した。新車登録台数の累計は1万3983台。

## 他の姉妹車との違い
基本的には従来の「ハイエース・レジアス」と同じモデルだが、姉妹車であるレジアスとの違いは、ハイエース・レジアス時代オプション扱いだったエアロパーツを更に大型化し標準装着したことで3ナンバー専用車となっている。しかし、レジアス ウインドツアラーとの違いはフロントグリルとストライプが違う程度である。
姉妹車のレジアスとは異なり、基本的にグレードは1種類のみで、サンルーフやスライドドアイージークローザー、回転対座フロントシート、プリントラジオアンテナ、アルミホイールを装着した「Vパッケージ」が選択できる。レジアスとの共通点としては、メーカーオプションで、フロントシート以外の全シートをユーザーが自由に外し、広い室内を作れる着脱式シート・マルチデタッチャブルシートが選択可能であった。
4WDモデルのみオプションでビスカス式リミテッド・スリップ・ディファレンシャル（LSD）の装着が可能で、ワンボックスカーでありながらエアロパーツを標準装着していることもあり、他の姉妹車よりスポーティな仕様となっている。
グランビアやグランドハイエースとはプラットフォームを共有する姉妹関係にあるが、こちらは車体寸法を5ナンバーサイズとしており、一回り小さい。

## エンジン
従来のモデルと同一であるが、ディーゼル車は3,000 cc直列4気筒SOHCインタークーラー付きディーゼルターボの1KZ-TE型を搭載、ガソリン車は2,700 cc直列4気筒ハイメカツインカムの3RZ-FE型を引き続き搭載する。

## 販売
トヨペット店で販売していた。
ちなみに、ビスタ店が存在しなかった沖縄県では、実質的に名前以外は基本的に同じモデルであるツーリングハイエースとレジアスがトヨペット店で扱われていた。

## 車名の由来
ツーリングはハイエースシリーズのエアロボデーで「ハイエース」と「エアロボデー」のイメージを訴求する「ツーリング」を組み合わせたもの。ハイエース (HIACE) の語源はトヨエースから由来したもので英語で「高級な」「より優れた」という意味のHighとAceの合成語。